# Le Loup et le Renard (1694)
Pour les articles homonymes, voir Le Loup et le Renard.
Le Loup et le Renard est la neuvième fable du livre XII de Jean de La Fontaine situé dans le troisième et dernier recueil des Fables de La Fontaine, édité pour la première fois en 1693 mais daté de 1694. Il existe une autre fable du même auteur, portant le même nom, éditée en 1678.

## Texte de la fable
D’où vient que personne en la vie

N’est satisfait de son état ?

Tel voudrait bien être soldat,

À qui le soldat porte envie.

Certain Renard voulut, dit on,

Se faire Loup. Hé qui peut dire

Que pour le métier de Mouton

Jamais aucun Loup ne soupire ?

Ce qui m’étonne est qu’à huit ans

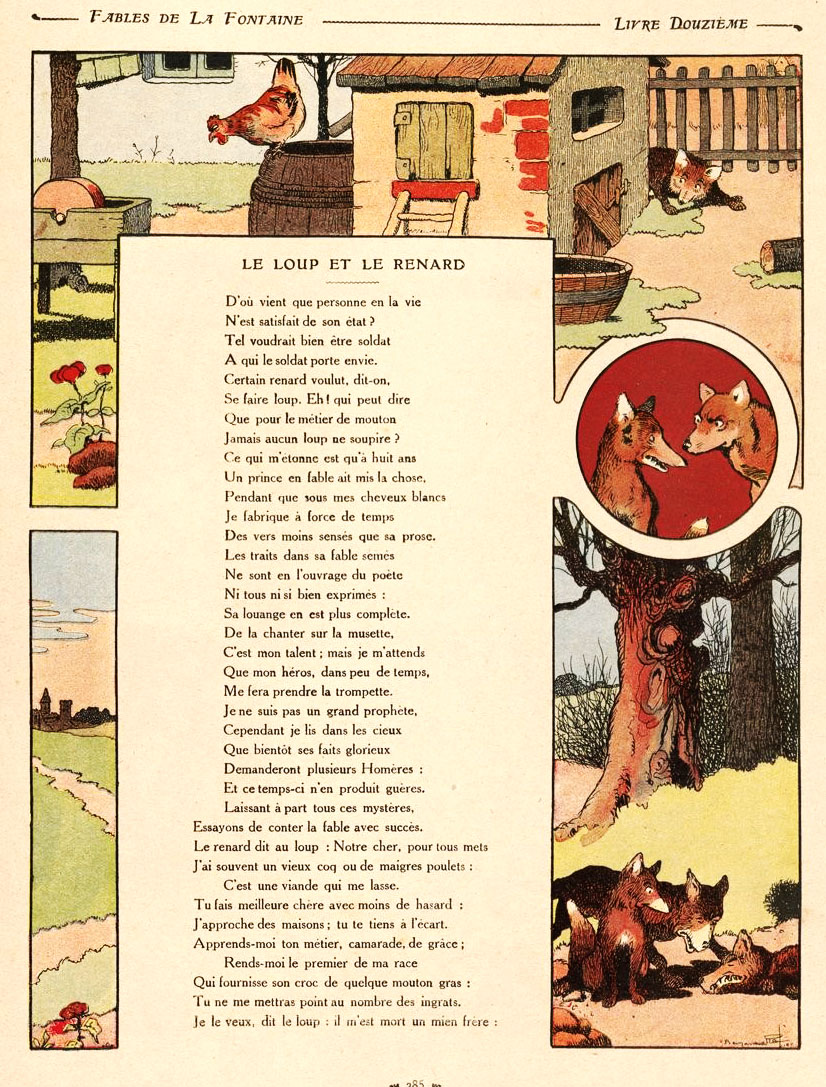
Dessin de Benjamin Rabier

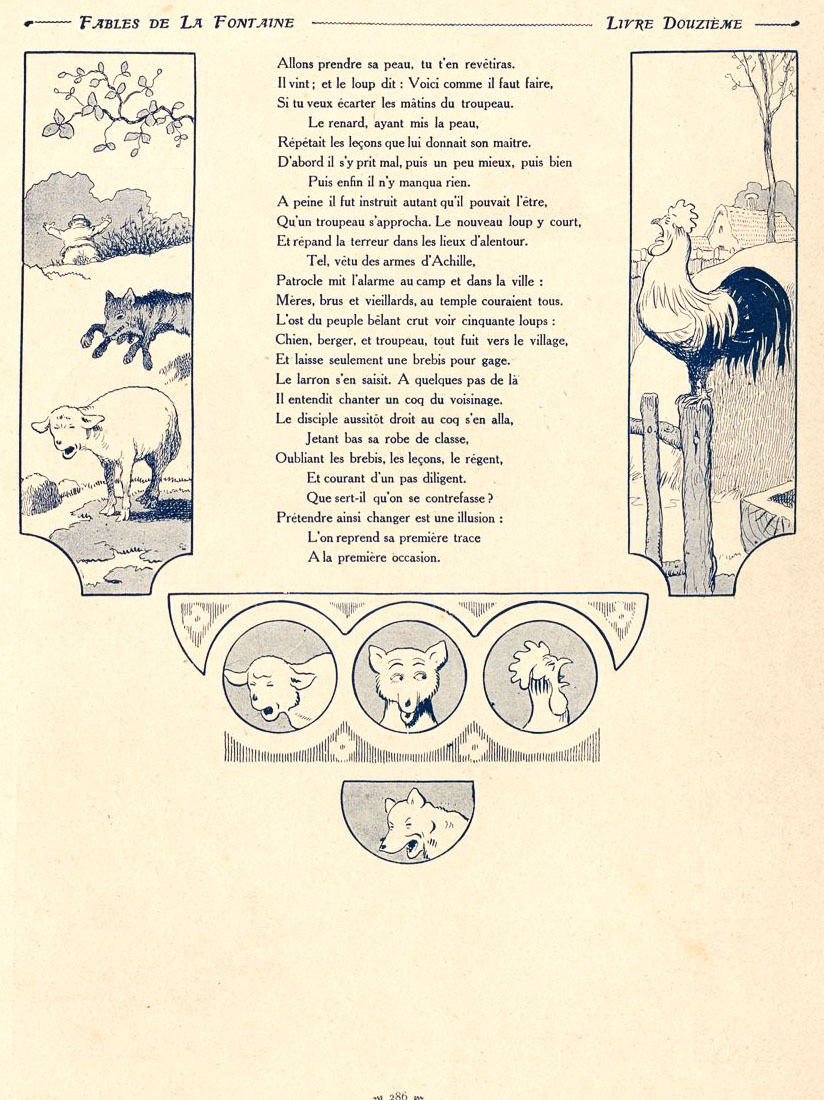
Dessin de Benjamin Rabier

Un Prince en fable ait mis la chose,

Pendant que sous mes cheveux blancs

Je fabrique à force de temps

Des vers moins sensés que sa prose.

Les traits dans sa fable semés,

Ne sont en l’ouvrage du poète

Ni tous, ni si bien exprimés.

Sa louange en est plus complète.

De la chanter sur la musette

C’est mon talent ; mais je m’attends

Que mon Héros dans peu de tems

Me fera prendre la trompette.

Je ne suis pas un grand prophète,

Cependant je lis dans les cieux,

Que bientôt ses faits glorieux

Demanderont plusieurs Homères ;

Et ce tems-ci n’en produit guères.

Laissant à part tous ces mystères,

Essayons de conter la Fable avec succès.

Le Renard dit au Loup, Notre cher, pour tous mets

J’ai souvent un vieux Coq, ou de maigres Poulets ;

        C’est une viande qui me lasse.

Tu fais meilleure chère avec moins de hasard.

J’approche des maisons, tu te tiens à l’écart.

Apprends-moi ton métier, Camarade, de grâce :

        Rends-moi le premier de ma race

Qui fournisse son croc de quelque Mouton gras.

Tu ne me mettras point au nombre des ingrats.

Je le veux, dit le Loup : Il m’est mort un mien frère,

Allons prendre sa peau, tu t’en revêtiras.

Il vint, et le Loup dit : Voici comme il faut faire

Si tu veux écarter les Mâtins du Troupeau.

        Le Renard ayant mis la peau

Répétait les leçons que lui donnait son maître.

D’abord il s’y prit mal, puis un peu mieux, puis bien,

        Puis enfin il n’y manqua rien.

À peine il fut instruit autant qu’il pouvait l’être,

Qu’un Troupeau s’approcha. Le nouveau Loup y court,

Et répand la terreur dans les lieux d’alentour.

        Tel vêtu des armes d’Achille

Patrocle mit l’alarme au camp et dans la Ville.

Mères, brus et Vieillards au temple couraient tous.

L’ost au Peuple bêlant crut voir cinquante Loups.

Chien, Berger et Troupeau, tout fuit vers le village,

Et laisse seulement une Brebis pour gage.

Le larron s’en saisit. À quelque pas de là

Il entendit chanter un Coq du voisinage.

Le Disciple aussitôt droit au Coq s’en alla,

        Jetant bas sa robe de classe,

Oubliant les Brebis, les leçons, le Régent,

        Et courant d’un pas diligent.

        Que sert-il qu’on se contrefasse ?

Prétendre ainsi changer, est une illusion :

        L’on reprend sa première trace

        À la première occasion.

    De votre esprit que nul autre n’égale,

Prince, ma Muse tient tout entier ce projet.

        Vous m’avez donné le sujet,

        Le dialogue et la morale.
— Jean de La Fontaine, Fables de La Fontaine, Le Loup et le Renard (2), texte établi par Jean-Pierre Collinet, Fables, contes et nouvelles, Gallimard, « Bibliothèque de la Pléiade », 1991, p. 468